# Lucro antes de juros e imposto de renda
Lucro antes de Juros e Imposto de Renda ou LAJIR (em inglês:  earnings before interest and taxes ou EBIT) é o lucro operacional, obtido nas demonstrações de resultados das empresas. Diferente da definição de lucro operacional no Brasil, o cálculo do LAJIR permite estimar o resultado das operações sem a inclusão das receitas ou despesas financeiras.
O cálculo LAJIR permite estimar os resultados das operações, sem incluir as despesas financeiras ou as receitas de serviços.
A designação do EBIT em Portugal não é uniforme. Sendo um indicador que reflecte os resultados da empresa antes das deduções financeiras e fiscais é vulgarmente designado por "resultado operacional". No entanto, pode-se também encontrá-lo referido como "resultado operacional líquido", "resultado de exploração", "resultado líquido de exploração", "resultados antes de impostos", "resultados antes de juros e impostos (RAJI)", "lucro operacional", "lucro operacional líquido", "lucro de exploração", "lucros antes dos impostos", "ganho líquido por exploração" e "função financeira".